# 니카호정
니카호정(仁賀保町) 아키타현 유리군에 존속했던 정이다. 아키타현 남부에 위치해, 동해에 접하고 있었다.
2005년 10월 1일, 유리군 고노우라정·기사카타정과 합병해 니카호시가 성립하였다.

## 역사
- 1889년 4월 1일 - 정촌제 시행과 함께 히라사와촌, 인나이촌, 고이데촌이 성립하였다.
- 1902년 6월 4일 - 히라사와촌이 정으로 승격하였다.
- 1955년 3월 31일 - 히라사와정, 인나이촌, 고이데촌이 합병해 니카호정이 성립하였다.
- 2005년 10월 1일 - 고노우라정, 기사카타정과 합병해 니카호시가 성립하였다. 동년 니카호정은 폐지되었다.

## 교통

### 철도
- 동일본 여객철도 우에쓰 본선

### 도로
- 국도 7호선